# Blade Runner (videojuego de 1997)
Blade Runner es un juego de aventuras point and click de 1997 desarrollado por Westwood Studios y publicado por Virgin Interactive para Microsoft Windows. El juego no es una adaptación directa de la película Blade Runner (1982), de Ridley Scott, sino que en cambio cuenta una historia original, que sucede paralela a la trama de la película, ocasionalmente cruzándose con ella.
Situado en 2019 Los Ángeles, el juego cuenta la historia de Ray McCoy, un detective de élite encargado de cazar a un grupo de peligrosos replicantes (androides diseñados con bioingeniería a imagen de los humanos). A pesar de que muchos de los personajes de la película aparecen en el juego, con los actores originales poniendoles su voz, el protagonista de la película, Rick Deckard, no aparece en una función de hablar. En cambio, se hace referencia a él en múltiples ocasiones, es visto en varias ocasiones, y se mencionan las actividades descritas en la película. Otros paralelismos con la película incluyes la reproducción de varias ubicaciones relevantes, así como escenas y diálogos similares al original. El juego también presenta extractos de la banda sonora de la película.
Blade Runner estuvo anunciado como "juego de aventura 3D en tiempo real". Fue uno de los primeros juegos de aventura en utilizar a la vez personajes renderizados en 3D y un mundo de juego el cual progresaba en tiempo real (en contraposición a los que esperan las acciones del jugador). A diferencia de muchos juegos de su tiempo, los cuales usaban renderización basada en polígonos explotando la aceleración 3D, Westwood optó por crear un software propio basado en renderización utilizando la tecnología vóxel.
El juego recibió generalmente análisis positivos, y fue un éxito comercial, vendiendo más de un millón de unidades en todo el mundo. Eso le valió para ganar el Premio de Consecución Interactivo de "Juego de Aventura de PC del Año," y estuvo nominado para "Mejor Juego de Aventura" por PC Gamer. Virgin Interactive quería que Westwood hiciera una secuela, pero esté pensó que el coste de la producción haría el juego comercialmente inviable, y la idea se desechó.

## Jugabilidad
Blade Runner es una aventura tipo "apuntar y hacer clic" jugado desde una perspectiva de tercera persona, en el cual el mundo de juego es navegado, explorado, y manipulado utilizando el ratón. El puntero tiene cuatro estilos diferentes que dependen de la situación dada; un puntero gris estándar es usado para mover a McCoy haciendo clic en cualquier ubicación, y para buscar elementos en la pantalla con los que interactuar; un puntero verde animado indica que McCoy puede interaccionar con un objeto o empezar una conversación con un NPC; un Cursor azul animado indica la pantalla puede ser cambiada accediendo a un área nueva (normalmente aparece en los lados de la pantalla o en puertas); un objetivo rojo animado disponible sólo en modo de combate e indica que McCoy puede disparar (si el objetivo es gris, significa que McCoy no puede disparar).
El objetivo principal de Blade Runner es el trabajo de detective en lugar de puzles o combates, y la mayoría de la jugabilidad consiste en buscar pruebas, interrogar a los sospechosos y analizar pistas. Ocasionalmente, el jugador debe resolver puzles obligatorios y, a menudo, para progresar en la historia, deben localizarse ciertas pistas. Las pistas se encuentran mediante la búsqueda de escenas del crimen, y vienen en forma de elementos, fotografías, entrevistas o marcas inusuales. Al analizar fotografías, el jugador debe usar el sistema ESPER, una computadora de alta densidad con una poderosa capacidad de resolución tridimensional que permite la mejora de las fotos y permite al jugador encontrar detalles dentro de la imagen. El combate está ocasionalmente disponible en el juego, pero rara vez es obligatorio. La única arma disponible para el jugador es la pistola estándar de McCoy, que puede estar cargada con varios tipos de munición.
Otra herramienta de investigación importante a disposición del jugador es la máquina Voight-Kampff, que evalúa a las personas para determinar si son replicantes. Por lo general, los test Voight-Kampff se activan automáticamente en ciertos puntos predeterminados en el juego, aunque en ocasiones, el jugador tiene la opción de realizar una prueba. La prueba muestra un primer plano del ojo del sujeto y presenta tres agujas. Cuanto más se mueve la aguja superior hacia la derecha, es más probable que el sujeto sea un humano; cuanto más se mueve la aguja de abajo hacia la derecha, es más probable que sea replicante. La tercera aguja está en un eje de barrido y mide la intensidad de las preguntas (para cada pregunta, el jugador puede elegir intensidad baja, media o alta) y la presión que siente el sujeto. Si el jugador presiona al sujeto demasiado, al hacer demasiadas preguntas de alta intensidad, la prueba terminará antes de que se pueda obtener un resultado definitivo. Si el jugador determina con certeza si un sujeto es o no replicante, la prueba finaliza automáticamente. El jugador debe decidir qué curso de acción tomar, con la decisión influenciando en el resto de la historia; por ejemplo, si un sujeto da positivo como replicante, el jugador puede matarlos, intentar arrestarlos o dejarlos ir.
Además de elegir cómo reaccionar a los resultados de Voight-Kampff, el jugador también debe decidir cómo se comporta McCoy en otras áreas del juego, como interrogar a un PNJ o simplemente hablar con ellos, y cómo de agresivo ser en su interrogatorio. . El jugador puede elegir entre una de las cinco configuraciones relacionadas con la conducta de McCoy durante las conversaciones; "Cortés", "Normal", "Arisco", "Errático" (el juego elige al azar una de las primeras tres opciones en diferentes puntos de la conversación) y "Elección de usuario". Si se selecciona la quinta opción, las conversaciones con los PNJ le mostrarán al jugador los menús a partir de los cuales pueden elegir sus preguntas, en lugar de que el juego seleccione automáticamente las preguntas. Cada elección afectará a la historia de manera diferente, con las decisiones acumuladas del jugador que conducen a uno de los trece finales diferentes del juego.
Todas las pistas, historiales de conversación y documentos se almacenan en el Asistente de integración de conocimientos "KIA" (del inglés "Knowledge Integration Assistant") de McCoy, donde se organizan automáticamente para facilitar el acceso. El KIA tiene tres secciones principales. El "Panel de escenas del crimen" enumera las distintas escenas del crimen, junto con todos los sospechosos conocidos y todas las pistas relacionadas. El "Panel sospechoso" muestra toda la información disponible sobre los sospechosos de los diversos delitos. Incluye una foto del sospechoso (si el jugador ha encontrado alguna), una lista de crímenes a los que están conectados y una lista de pistas que los vinculan a un crimen específico. Las pistas sospechosas están organizadas en cuatro categorías; "Escena del crimen", "MO" (información sobre las acciones previas del sospechoso, y sugerencias sobre sus posibles acciones futuras), "Replicante" (cualquier evidencia que sugiera que el sospechoso puede ser un replicante) y "No replicante" (cualquier evidencia que sugiera la el sospechoso puede ser un humano). El "Panel de pistas" es una lista maestra de todas las pistas, pero también contiene pistas que no se han vinculado a un delito específico o sospechoso como, y como tal, no están disponibles en ninguna de las otras dos secciones. El KIA también realiza un seguimiento del dinero y las municiones de McCoy.
El juego se ejecuta en "tiempo real" no lineal, lo que significa que así como McCoy investiga y recopila pistas, los personajes de los PNJ hacen lo mismo, completan sus propios objetivos y realizan acciones al azar en cualquier parte del mundo del juego. Un buen ejemplo de esto se encuentra en la computadora central, que es accesible desde la sede de la policía. Cuando el jugador carga los datos de su KIA a la central, cualquier evidencia recolectada por otros blade runners se descarga automáticamente en el KIA del jugador. Esto tiende a ser aleatorio, con diferentes piezas de evidencia descubiertas por diferentes blade runners disponibles en diferentes momentos del juego.

## Historia

### Personajes principales
- Ray McCoy (voz de Mark Benninghofen / Doblaje español de Carlos Salamanca[16]): el protagonista del juego y un novato blade runner. McCoy comparte su apartamento con su mascota, Maggie. El juego muestra ambigüedad respecto a si es humano o replicante.
- Crystal Steele (Lisa Edelstein / Mayte Torres): Una de las mejores blade runners en el trabajo, y una experta en trabajo encubierto. Odia a los replicantes, creyendo que deberían ser exterminados. Ella es algo condescendiente con McCoy al principio del juego, pero crece para respetarlo a medida que avanza la historia.
- Gaff (Javier Grajeda como Victor Gardell / Ángel Sacristán): un veterano blade runner que a menudo ofrece consejos a McCoy.
- Teniente Edison Guzza (Jeff Garlin / Alejandro Martín): puesto temporalmente a cargo de la unidad Blade Runner, mientras que el comandante anterior, el capitán Bryant, está de baja por enfermedad.
- Clovis (Mark Rolston / Javier Gámir): El líder de un grupo de replicantes renegados. Muy inteligente y elocuente, también es extremadamente despiadado, impredecible y, a veces, capaz de actos extremos de agresión.
- Lucy Devlin (Pauley Perrette / Carmen Gambín): una niña de catorce años que trabaja en la tienda de mascotas atacada por los replicantes en la escena de apertura. Se determina si es replicante o humana aleatoriamente al comienzo de cada partida.

### Personajes secundarios
- Dektora (Signy Coleman / Marisa Borregón): trabaja como bailarina exótica. Se determina si es replicante o humana aleatoriamente al comienzo de cada partida.
- Sadik (Alexander Mervin / Alejandro Martín): miembro de la pandilla de Clovis. Se determina si es replicante o humano aleatoriamente en cada partida.
- Howie Lee (Toru Nagai / Javier Gómez): regenta el restaurante «Howie Lee's Sushi Bar» (también conocido en la película como «The White Dragon Noodle Bar») en Chinatown.
- Zuben (Gerald Okamura / Pedro Tena): un replicante que trabaja como chef en el restaurante «Howie Lee's Sushi Bar» en Chinatown.
- Luther & Lance (Jason Cottle / Tino Martín): hermanos gemelos replicantes idénticos que fueron empleados anteriores de Tyrell Corporation.
- Gordo Frizz (Bruno Oliver / Pedro Tena): trabaja como comediante de escenarios. Se determina si es replicante o humano aleatoriamente durante cada partida.
- Runciter (Warren Burton / Abel Navarro): el dueño de la tienda de mascotas atacado por los replicantes del juego.
- Izo (Timothy Dang / Carlos Pizarro): un comerciante de armas que suministra armas de fuego automáticas a la pandilla de Clovis. Según se desarrolle el juego puede ser replicante o humano.
- Bullet Bob (Vincent Schiavelli / Enrique Jordá): un veterano de la Tercera Guerra Mundial que dirige una tienda de armas cerca del mercadillo animoide.

Miembros del casting original de la película que hacen aparición en el juego como cameo son: Sean Young como Rachael, Brion James como Leon, James Hong como Hannibal Chew, Joe Turkel como Dr. Eldon Tyrell, y William Sanderson como J.F. Sebastian.

### Trama
El juego comienza poco después del comienzo de la película, con McCoy encargado de rastrear a un grupo de replicantes sospechosos de asesinar animales, un crimen casi tan atroz como asesinar a humanos, ya que la mayoría de las especies animales están en extinción, y los especímenes reales son extremadamente raros.
A medida que avanza la investigación de McCoy, este es acusado por el asesinato de un civil por parte del corrupto teniente Guzza, que ha estado ayudando a los replicantes en un esfuerzo por evitar que revelen sus actividades. Obligado a la clandestinidad, McCoy explora la parte más vulnerable de Los Ángeles y establece contacto con los gemelos replicantes Luther y Lance, ex diseñadores genéticos de Tyrell Corporation, que ahora trabajan para ampliar su esperanza de vida, así como la de todos los demás replicantes. De ellos, McCoy recibe un informe detallado que contiene evidencias de la corrupción de Guzza. Usando esta información, él chantajea a Guzza, y lo obliga a borrar las pruebas falsas. Se reúnen en las alcantarillas de la ciudad para el intercambio, donde Guzza es herido por disparos de un replicante. En este punto, el jugador puede huir o matar a Guzza.
El juego presenta trece diferentes finales, que están influenciados por las acciones y decisiones acumuladas del jugador a lo largo de la historia. Los finales son variaciones en tres temas principales:
- McCoy es humano y persigue a los replicantes ya sea solo o con Crystal.
- McCoy es un replicante y se pone del lado de los otros replicantes.
- El estado de McCoy sigue siendo ambiguo, y no está de parte de los replicantes ni de la policía; en su lugar abandona la ciudad, ya sea solo, con Dektora o con Lucy.[13]

## Desarrollo

### Orígenes
La idea inicial para una adaptación de videojuego de Blade Runner vino de The Blade Runner Partnership (compuesta por Bud Yorkin y Jerry Perenchio de Tandem Productions). Originalmente se acercaron a Electronic Arts, Sierra y Activision, antes de que Virgin Interactive aceptara llevar adelante el proyecto. Sin embargo, los derechos de la película se extendieron por varias entidades, cada una de las cuales poseía un aspecto diferente, haciendo que la producción del juego complejo desde una perspectiva de derechos de autor; The Ladd Company poseía los derechos de distribución de la película en América del Norte; Run Run Shaw tenía derechos de distribución internacional; y The Blade Runner Partnership poseía todos los derechos auxiliares, y eran los garantes de bonos de fianza, que habían tomado el control de la película cuando se había excedido en el presupuesto y se había alargado demasiado en el calendario hacía el final de la producción. Como resultado, sortear los derechos llevó varios años antes de que Virgin estuviera en condiciones de comenzar realmente el desarrollo. Finalmente contrataron a Westwood Studios para trabajar en el juego, pero incluso con los derechos garantizados y el juego en preproducción, todavía había problemas legales. Como explica Louis Castle, el director y artista principal del juego.

Los enredos fueron muy profundos en el sentido de que diferentes personas tenían diferentes acuerdos. Y lo que es peor, la producción terminó con una nota agria y muchos de los registros se perdieron. Entonces, nadie sabe quién podría salir de la carpintería y reclamar la propiedad de la película, o incluso piezas de ella. Se nos prohibió usar metraje o audio porque nunca sabríamos qué derechos podríamos estar pisando.

Sin embargo, la idea única de Castle para el juego dejó de lado los potenciales problemas legales. Él no quería adaptar la película; quería crear un juego original dentro del medio de la película. Esto significaría que el juego no tendría que tomar prestadas cosas tan fuertemente de la película como lo haría si fuera una adaptación directa, evitando así los posibles problemas legales en el futuro. A Virgin le encantó la idea de Castle y le pidió que le hiciera un nivel para Bud Yorkin. Castle construyó una demostración para el terreno de juego, pero en lugar de utilizar secuencias de la película, él y su equipo crearon una escena de apertura aproximada basada en el estilo estético de la película, pero sin recrear escenas exactas. Según Castle, al entrar en el terreno de juego, Yorkin estaba preocupado por la cantidad de material de la película que se necesitaría para el juego, pero cuando vio la demostración, se emocionó y le preguntó a Castle si todo el juego podría hacerse de manera similar. Desde ese momento en adelante, el equipo de desarrollo tenía un mandato primordial; cada escena en el juego se generaría desde cero en 3D; no se usaría ninguna grabación de la película.
Aunque las imágenes y la banda sonora de la película estaban ambas prohibidas, los diseñadores pudieron recrear las imágenes de los actores que habían aparecido en la película. Westwood nunca tuvo la intención de que Rick Deckard fuera un personaje importante en el juego, pero sí intentaron contactar con Harrison Ford con la intención de pedirle que hiciera una aparición especial en forma de cameo. Sin embargo, nunca recibieron una respuesta. Esto no les sorprendió, ya que Ford había tenido una experiencia negativa trabajando en la película y, en ese momento, incluso se negó a hablar de ello en las entrevistas. Según Castle, Ford también estaba en contra del concepto de los videojuegos basados en películas en general. Los diseñadores tampoco pudieron obtener la opinión de Ridley Scott, el director de la película, ya que él también había tenido una mala experiencia en la película, y se había peleado con Yorkin y Perenchio cuando se hicieron cargo de la producción. No estaba interesado en participar en el juego.

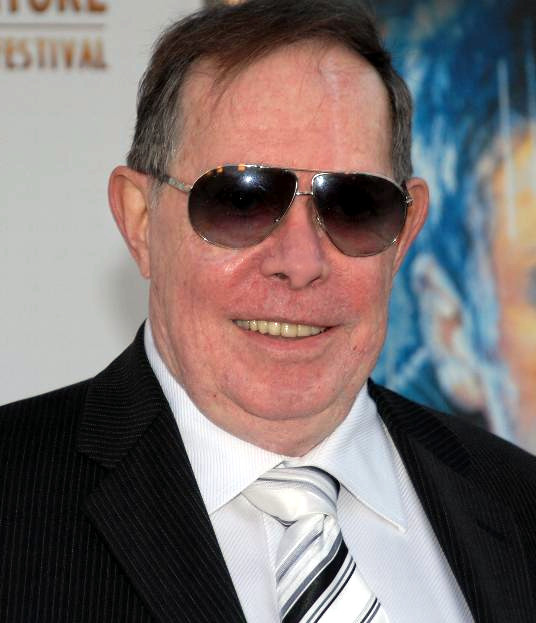
Syd Mead fue acreditado como "futurista visual" en la película, y su arte conceptual fue el punto de partida para el diseño estético de la película. Contribuyó al juego en la medida en que envió a los diseñadores muestras de sus ilustraciones originales de Blade Runner.

Sin embargo, uno de los principales contribuidores a la película que trabajó con los desarrolladores fue Syd Mead, cuyo arte conceptual formó la base de la estética de Blade Runner. Mead envió al equipo extractos de su obra original de Blade Runner. Rápidamente notaron una disparidad: el arte de Mead no se correlacionaba con la película terminada; mientras que su obra de arte solía ser muy estilizada y pulida, la película tenía una textura mucho más áspera y "vivida". El equipo contactó con uno de los creadores de la película, quien explicó que si la obra de Mead se hubiera utilizado tal como se presentó, la película habría costado demasiado, por lo que el diseñador de producción Lawrence G. Paull y el director artístico David Snyder decidieron crear una versión "menos perfecta" de los diseños de Mead; tomaron los conceptos de Mead y los remodelaron. Inspirado por esto, Castle emitió una directiva similar a su equipo de diseño; nada en el juego debía crearse desde cero, todo tenía que provenir de la película o del arte de Mead.

### Historia
Desde el principio, Westwood no tenía interés en hacer una adaptación directa de la película como Matamarcianos o juego de aventura tradicional de apuntar y hacer clic. Como resultado, el equipo decidió escribir una nueva historia dentro del medio ficticio de la película, una historia en la que los jugadores jugarían no como Rick Deckard, sino como un nuevo personaje, Ray McCoy. Esto permitió a los fanáticos de la película la experiencia de ver las imágenes y los sonidos de la película, pero sin saber hacia dónde se dirige la historia.
Los guionistas decidieron que la trama del juego comenzaría poco después de la apertura de la película, ya que Deckard ya había sido asignado para rastrear a Roy Batty y los otros replicantes. La trama del juego fue imaginada de tal manera que el jugador escucharía de vez en cuando sobre Deckard, pero nunca lo conocería. Por ejemplo, cuando visita el edificio Tyrell, Rachael menciona que ya ha hablado con otro blade runner, y Tyrell le dice a McCoy, "como le expliqué al señor Deckard anteriormente, le he dado un pasado al Nexus 6". Otro ejemplo es una fotografía tomada en el mercadillo animoide, que muestra a Deckard de fondo, y McCoy exclama "Me resulta familiar". Además, mientras busca en la habitación de Leon en el hotel Yukon, McCoy descubre la placa del Detective Holden, y el teniente Guzza pregunta cómo Deckard se perdió, y continúa diciendo: "Deckard, él siente demasiado, ¿sabes?" Los desarrolladores también quisieron incluir lugares de la película, como el edificio Bradbury Building, la pirámide Tyrell Corporation y el rascacielos cilíndrico de L.A.P.D. También reclutaron a muchos de los actores de la película para hacer cameos en el juego; Sean Young como Rachael, Brion James como Leon, James Hong como Hannibal Chew, Joe Turkel como el Dr. Eldon Tyrell y William Sanderson como J.F. Sebastian.
De suma importancia para los diseñadores fue que la historia de la película sea tratada como sacrosanta: nada de lo que el jugador pueda hacer en el juego puede alterar, contradecir o de alguna manera ir en contra de lo que sucede en la película. David Yorkin, el hijo de Bud, y David Leary trabajaron en el guion del juego, inicialmente escribiéndolo como un juego lineal. Sin embargo, los diseñadores querían que el juego presentara una gran cantidad de elementos aleatorios, con la idea de que no habría dos pases iguales, y ningún tutorial podría cubrir todas las posibles eventualidades o todas las posibles combinaciones de eventos aleatorios. El juego presenta al jugador quince sospechosos, pero solo dos son siempre replicantes (Clovis y un cocinero llamado Zuben). Cuál de los otros trece personajes es un replicante es aleatorio cada vez que el jugador juega el juego, y su comportamiento es diferente en cada partida basado en si son humanos o no. Debido a la naturaleza aleatoria del juego, el guion aumentó a 500 páginas, y las personas que aseguraron la calidad tuvieron que jugar 2.500 veces para experimentar todas las variaciones posibles.
Debido a lo central que es la aleatoriedad para la trama, el comportamiento de los PNJ no estaba escrito. En su lugar, a cada PNJ se le asignan ciertos objetivos que cumplir dependiendo de si son replicantes o humanos. La manera en que logran alcanzar estos objetivos es manejado por el sistema de IA, y puede cambiar de un juego a otro, ya que la mayoría de los objetivos tienen varios métodos posibles de logro. Los desarrolladores compararon este aspecto del juego con juegos de simulación como SimCity en lugar de juegos de aventuras tradicionales como Myst.] Castle explica, "esos agentes son inteligencias artificiales reales, orientadas a objetivos. No sabemos exactamente lo que van a hacer, les hemos dado un comportamiento, no les hemos dado instrucciones. Hay una gran diferencia entre la inteligencia basada en el comportamiento y las instrucciones escritas ".

### Diseño
El diseño del juego de Blade Runner era extremadamente ambicioso para la tecnología disponible del momento. A diferencia de muchos juegos contemporáneos, el motor del juego incluía fondos renderizados previamente y personajes en 3D, pero no requería el uso de aceleradora 3D de hardware. Los diseñadores David Leary y James Walls lograron esto a través de una tecnología de desarrollo propio utilizando vóxeles (píxeles con ancho, alto y profundidad). Castle explica:

Tuvimos que inventar una nueva tecnología para los personajes. Volvimos a la tecnología de vóxeles y la usamos como plataforma de lanzamiento. Lo que estamos usando no son vóxeles, sino una especie de 'voxels plus'. Usamos vóxeles para hacer las rotaciones tridimensionales, las transformaciones y las proyecciones que crean el personaje, pero en realidad usamos un motor de representación de polígonos muy rápido para representar los polígonos en la pantalla. Al no tener que tener un modelo de vóxel tan denso que cada píxel sea un vóxel, pudimos lograr velocidades de cuadros mucho más altas con muchos más polígonos en la pantalla y muchos personajes.

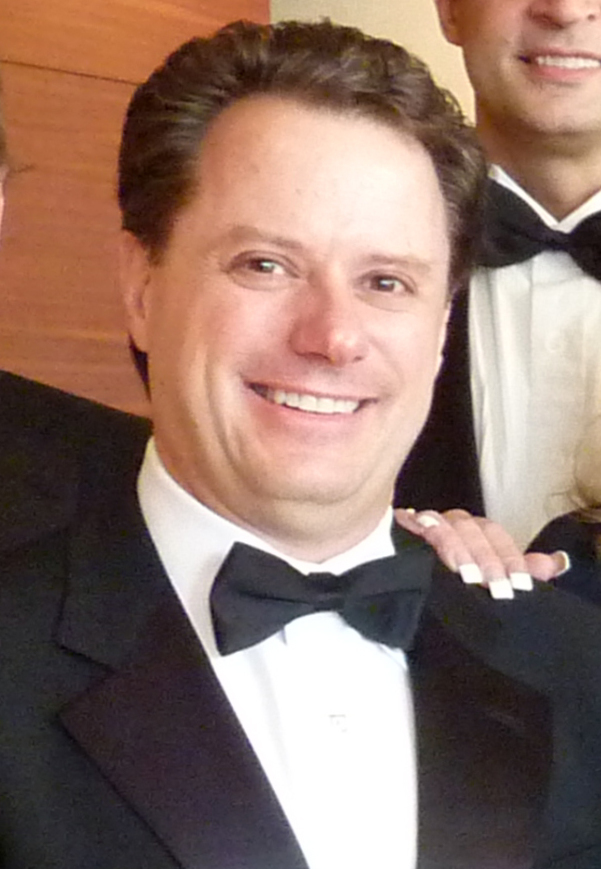
Louis Castle, cofundador de Westwood Studios, director y artista jefe de Blade Runner.

El uso de voxels, sin embargo, significaba que no se podían usar aceleradoras 3D, ya que habría demasiados polígonos para que se renderizara en una tarjeta. En cambio, los diseñadores usaron una rutina de representación rectangular rápida que representaba un rectángulo cada vez que tenía que dibujar un polígono. Hablando en 2014, Castle dijo "la gente me pregunta todo el tiempo" ¿Por qué no usaste 3D? "Bueno, eso es fácil de decir ahora que tenemos pipelines (tuberías de renderizado) y shaders, pero en ese entonces simplemente no existía. Tenías algunos polígonos de sombreado de vértices y el mapeo de texels simplemente no era exacto en muchas tarjetas. Hoy en día lo haría todo en 3D". Otra razón para no usar aceleradoras 3D fue que el juego presenta aproximadamente 140 ubicaciones, la mayoría de ellas abiertas a la exploración del jugador. Cada una de estas ubicaciones presentaba millones de polígonos, mucho más allá de las capacidades de incluso las tarjetas gráficas de más alto nivel de la época.
El entorno del juego ocupa entre el 60-65% del ancho de banda de la CPU, principalmente debido a la cámara en movimiento, pero también porque pueden aparecer ocho personajes diferentes en la pantalla al mismo tiempo, un número grande para la tecnología de la época. Debido a esto, se requirió una poderosa CPU para ejecutar el juego, ya que el motor dependía de que el procesador hiciera todo el trabajo para crear los modelos 3D. Sin embargo, a pesar de esta limitación, el juego corre a un mínimo de 15 FPS, incluso en sistemas lentos. La desventaja de esto era que, dado que la potencia del procesador en ese momento era limitada, los modelos 3D en el juego tendían a verse muy pixelados, especialmente de cerca y cuando estaban inmóviles, debido a la baja cantidad de vóxeles utilizados para mostrarlos. Sin embargo, si se hubiera elevado el número de vóxeles para aumentar los detalles de los personajes, el juego se habría vuelto demasiado lento, incluso en CPUs avanzadas.
Todas las animaciones de personajes en el juego están basadas en actores capturados por movimiento, con los personajes moviéndose en el entorno 3D pre-renderizado. En ese momento, cualquier juego que intentara 1.000 secuencias de captura de movimientos se consideraba de vanguardia; Blade Runner presentó 20.000. Hablando en 2014, Castle dijo:

donde la tecnología nos decepcionó fue en el tiempo y la energía necesarios para procesar la captura de movimiento. Estábamos capturando a 60 fotogramas por segundo, y los personajes en el espacio de voxel ocuparon tanto que tuvimos que pasar por ellos, eliminando esos fotogramas a mano utilizando el fotograma clave (key frame). Los objetos voxel originales pesaban alrededor de siete megabytes de tamaño, mientras que el hardware en ese momento solo podía manejar unos 100K. La optimización automática los dejaría insoportablemente cuadrados, teniendo Westwood que hacerlo a mano. Naturalmente, el estudio no tuvo tiempo para 20,000 secuencias, razón por la cual algunos de los objetos del juego parecen completamente extraños. Simplemente tomó demasiado tiempo.

### Música
Blade Runner Partnership permitió a Westwood el uso de la música del film, pero no aprobaron el acceso a las grabaciones originales, por lo que Westwood trajo a su compositor interno Frank Klepacki, que reprodujo parte de los temas de Vangelis de oído, además de componer nuevas piezas inspiradas en ese estilo. Aunque en 2000 ya apareció un bootleg llamado Westwood Edition, el lanzamiento oficial fue hacia 2010 en streaming a través de la página web de Klepacki.

## Recepción
Blade Runner recibió críticas generalmente positivas. Tiene una puntuación agregada de 77% en GameRankings, basado en dieciséis revisiones.
Peter Suciu, de Science Fiction Weekly, le otorgó un A +, escribió "el entorno generado por ordenador de Blade Runner es simplemente uno de los mejores para llegar a los escritorios de computadora" y calificó el juego como "una simulación de aventura increíblemente agradable". Marke Cooke de Game Revolution puntuó el juego con una A-, llamándolo "uno de los mejores juegos de aventuras existentes". RPGFan le dio al juego una calificación general del 93%, elogiando sus fondos pre-renderizados, con "lluvia, focos, Spinners o dirigibles que anuncian vacaciones fuera del mundo. Las imágenes nítidas nunca dejan de deslumbrar". Aunque la revisión señaló que los gráficos pueden convertirse en "un poco borrosos y pixelados" (gaussian blur), se argumentó que "esto no priva, por lo demás, de estos deslumbrantes efectos visuales".
Paul Presley de PC Zone puntuó el juego en un 88%, escribiendo "la historia es lo suficientemente fuerte e inteligente como para compensar los problemas que tengo con el lado técnico", y "mientras que yo diría que el desafío podría haber sido mucho más alto, de ninguna manera es un juego fácil y la necesidad de seguir jugando está ahí. El factor de múltiples finales también ayuda." Rosemary Young de Quandary anotó 3.5 de 5, señalando "aunque algunos aspectos de Blade Runner no son todo lo sofisticado que se espera, vale la pena considerarlo por los fanáticos de la intensa ciencia ficción/crimen". En un análisis de 2006 para Adventure Gamers, Chris Pickering calificó el juego con 4.5 de 5, elogiándolo por su "estética gloriosa, intrigante historia, y controles bien implementados".
Menos impresionado estuvo Ron Dulin de GameSpot, que puntuó el juego con 6 de 10, calificándolo como "una pieza de humor interesante, construida sobre un trabajo gráfico muy detallado y una premisa interesante, pero en algún lugar de la cadena de producción, alguien olvidó incluir un juego." Fue crítico con la naturaleza aleatoria del juego, especialmente los múltiples finales; "Para justificar el número de terminaciones totalmente diferentes, los diseñadores han tratado de mantener algunos elementos de la historia muy vagos para la mayor parte de la historia. Pero incluso con estas garantías, siempre hay una serie de contradicciones confusas y cabos sueltos, sin importar cómo termine la historia". Y concluyó con, "la mayoría de lo interesante del juego es exactamente lo interesante de la película, y no se hizo mucho para ampliar los conceptos o explorarlos más. Los fanáticos de la película indudablemente pasarán por alto los defectos del juego y disfrutarán la vida del blade runner, aunque solo dure unas pocas horas. Pero a los que están esperando la próxima generación de juegos de aventuras se les aconseja seguir esperando".
En un artículo de 2007 para Computadoras y videojuegos, "Blade Runner: un clásico revisitado", Duncan Harris argumentó que "los críticos pueden haber sido divididos sobre los medios por los cuales llegaste allí: un rastro lógico de pistas, muchas de las cuales fueron menos el resultado de un trabajo de detective que la ciega suerte y la inactiva exploración [...], pero no se puede negar que aquí, por primera vez, hubo una conexión de película que puso la película primero, descartanado los pensamientos de su propio género y dejando que el sujeto dicte el diseño. Con su pensamiento insular, es algo que la industria de los juegos rara vez ve".

### Ventas y premios
El juego vendió más de un millón de unidades, superando en ventas a The Curse of Monkey Island tres a uno.
Blade Runner ganó el primer premio anual Interactive Achievement Award de la Academia de Artes y Ciencias Interactivas en la categoría "PC Adventure Game of the Year" (Juego del año de aventuras en Pc). También fue nominado en las categorías "Logros sobresalientes en arte / gráficos", "Logros sobresalientes en ingeniería de software" y "Título interactivo del año", perdiendo en la primera categoría frente a Riven y en la segundos frente a GoldenEye 007. En 1998, fue nominado para el "Juego de aventura del año" por Computer Gaming World y para "Mejor juego de aventuras" en los premios PC Gamer, perdiendo en ambas ocasiones contra The Curse of Monkey Island.

## Secuela y relanzamiento

### Secuela
Blade Runner se vendió bien, pero debido a los altos costos de desarrollo, el margen de ganancia fue bajo. Según Louis Castle, "el mero hecho de que fueran cuatro discos compactos hizo que fuera un juego muy caro. Y el trato que tuvimos con Blade Runner Partnership significó que no fue terriblemente rentable. No funcionó tan bien como se podría pensar". Aunque Virgin estaba interesada en hacer una secuela, si se aprobaba una secuela, Blade Runner Partnership tenía la intención de aumentar la tarifa de la licencia. Finalmente, Westwood y Virgin concluyeron que el costo de producir un juego para superar el original, junto con el aumento en el costo de la licencia, hicieron que la perspectiva de una secuela fuera económicamente insostenible, ya que tal secuela tendría que vender varios millones de unidades para generar lo que sería considerado un beneficio aceptable. En 2009, Blade Runner Partnership le ofreció a Gearbox Software los derechos sobre la franquicia, pero los costos de producción se estimaron en $ 35 millones y el proyecto fue descartado.

### Relanzamiento
Hablando en 2015 con respecto a una posible relanzamiento del juego a través de Steam o GOG.com, Louis Castle explicó que el código fuente y los recursos se perdieron cuando Westwood trasladó su estudio de Las Vegas a Los Ángeles, haciendo una nueva versión o un HD remasterizado imposible. Incluso si se descubriera el código, restaurar casi un terabyte de recursos, ya sea para fondos nuevos pre-renderizados o 3D completamente en tiempo real, costaría decenas de millones de dólares, por lo que una nueva publicación sería tan improbable como una continuación.
El 17 de diciembre de 2019, GOG.com relanzó finalmente el juego para Windows (7, 8, 10), Linux (Ubuntu 18.04) y Mac OS X (10.11+) tras un acuerdo con Alcon Interactive Group. Este relanzamiento fue posible gracias al trabajo de ScummVM como se detalla a continuación.

### Jugabilidad en ScummVM compatible con los PC modernos
El 11 de octubre de 2019, tras 8 años de trabajo de la comunidad de ScummVm, se lanzó una versión de dicho emulador que hacía a Blade Runner totalmente jugable en los ordenadores modernos. Unos cuatro meses antes, el 16 de junio de 2019, ya había sido publicada una versión para ser testeada por el público.